# Hitoshi Gotō
Hitoshi Gotō (後藤 斎, Gotō Hitoshi) est un homme politique japonais, né le 22 juillet 1957 à Kōfu.
Il est élu au poste de gouverneur de la préfecture de Yamanashi en 2015.